# Tatiana Popova
Tatiana Grigórievna Popova (transliteración de Татья́на Григо́рьевна Попо́ва) (13 de enerojul./ 25 de enero de 1898greg., provincia de Zhitomir - 1982) fue una botánica y algóloga rusa, especialista en Euglenophyta.

## Biografía
Luego de graduarse de la escuela media, en 1916, con medalla de oro, se inscribió en la Universidad Estatal de Tomsk. Y se graduó en historia natural, en 1921, ingresó a la Escuela de posgrado en el Departamento de Botánica, dirigido por el profesor V. Sháposhnikov (1861-1924).
Después de terminar la escuela de posgrado en 1925, trabajó como asistente en el Departamento de Botánica de la misma universidad, y en 1934 fue nombrada profesora asistente.
Trabajó en la Universidad Estatal de Tomsk, inicialmente comprometida con las plantas superiores, y desde 1927 comenzó a especializarse en las plantas inferiores. Centróse en la Siberia Occidental con abundancia de recursos hídricos y margen para la algología de minerales y de cuerpos de agua dulce. Los resultados de esos estudios se reflejaron en una serie de publicaciones.

## Algunas publicaciones
- 1951. Эвгленовые водоросли (Euglenineae) Европейского Севера СССР. Тр. Бот. ин-та АН СССР. Сер. 2. Споровые растения. Вып. 7. pp. 165—414

- 1955. Определитель пресноводных водорослей СССР (Euglenophyta (Euglenineae) del norte de Europa de la URSS). Вып. 7. Эвгленовые водоросли. М. Сов. наука. 282 pp.

- 1966. Флора споровых растени СССР (Plantas de esporas flora de la URSS). VIII. Эвгленовые водоросли 1. Наука, 411 pp.

- 1976. Флора споровых растени СССР. IX. Эвгленовые водоросли 2. Наука, 288 pp.

- 1977. Природные комплексы нижных растений западно Сибири (Plantas naturales Nizhny de Siberia Occidental), 214 pp.